# Caldiero
Caldiero är en ort och kommun i provinsen Verona i regionen Veneto i Italien. Kommunen hade 7 886 invånare (2018).